# Анго, Кристин
Кристин Анго (фр. Christine Angot, урождённая Пьеретта Мари-Клотильда Шварц, Pierrette Marie-Clotilde Schwartz; 7 февраля 1959, Шатору, Франция) — французская писательница.

## Биография
Выросла с матерью и бабушкой без отца, который признал её лишь в 14-летнем возрасте, когда она и взяла фамилию Анго. Училась в Реймсе, изучала право и английский язык, получила диплом по международному праву. Жила в Ницце, Монпелье. Начала писать прозу, но издательства её отклоняли, и первый роман Анго опубликовала только в 1990 году в издательстве «Галлимар». Эта и несколько последующих книг не имели успеха. Публичное признание писательницы началось со скандального романа «Инцест» (1999), который был распродан во Франции в количестве 50 тысяч экземпляров и переведён на несколько языков. В 2000-е годы Анго была отмечена несколькими крупными литературными премиями. Выступает с публичными чтениями своей прозы и драматургии. В 2012 году возглавляла жюри кинопремии Сен-Жермен.
В настоящее время живёт в Париже.

## Творчество
Среди своих ориентиров писательница называет Пруста, Маргерит Дюрас, Беккета, но прежде всего — Селина.
Помимо романов, выступает как драматург, автор книг о художниках и фотографах, активно публикуется в прессе (Libération, Le Monde и др.), появляется в передачах радио и телевидения.

## Произведения

### Проза
- Вид с неба/ Vu du ciel, Gallimard, 1990 (катал. пер. 2001)
- Not to Be, Gallimard, 1991 (катал. пер. 2001)
- Léonore, toujours, Gallimard, 1994
  - переизд. Fayard, 1997.
  - переизд. Seuil, 2010.
- Интервью/ Interview, Fayard, 1995.
- Les Autres, Fayard, 1997.
  - переизд. Stock, 2001.
- Sujet Angot, Fayard, 1998.
- Инцест/ L’Inceste, Stock, 1999] (итал. и исп. пер. 2000, нем. пер. 2001, чеш. пер. 2003, пол. пер. 2005)
- Покинуть город/ Quitter la ville, Stock, 2000 (нем. пер. 2002; Фредерик Бегбедер написал пастиш по прозе этого романа под заглавием Quitter Lavil)
- Normalement suivi de La Peur du lendemain, Stock, 2001.
- Почему Бразилия?/ Pourquoi le Brésil?, Stock, 2002 (экранизирован Летицией Массон в 2004, нем. пер. 2003, голл. пер. 2004)
- Ослиная шкура/ Peau d'âne, Stock, 2003.
- Сбившиеся с пути/ Les Désaxés, Stock, 2004 (премия France Culture)
- Une partie du cœur, Stock, 2004 (в соавторстве)
- Свидание/ Rendez-vous, Flammarion, 2006 (Премия Флоры; итал. пер. 2008)
- Le Marché des amants, Seuil, 2008 (итал. пер. 2010)
- Les Petits, Flammarion, 2011.
- Неделя каникул/ Une semaine de vacances, Flammarion, 2012 (премия Сада, отказалась принять; итал. пер. 2013)
- Невозможная любовь / Un amour impossible, Flammarion, 2015 (Премия Декабрь)
- Un tournant de la vie, Flammarion, 2018
- Le Voyage dans l’Est, Flammarion, 2021 (премия Медичи)

### Драматургия
- Corps plongés dans un liquide, éd. du Théâtre Ouvert, 1992
- L’Usage de la vie incluant Corps plongés dans un liquide, Même si et Nouvelle vague, Fayard, 1998
- L’Usage de la vie, éditions Mille et une nuits, 1999
- La Fin de l’amour, 2000
- Meinhof/Angot, 2001
- Normalement, 2002
- La Place du singe, 2005

### Публикации на русском языке
- Почему Бразилия? — М.: Иностранка, 2005. — ISBN 5-94145-348-5.

## Экранизации
- «Почему Бразилия?[фр.]» (2004), режиссёр Летиция Массон[фр.]
- «Впусти солнце» (2017), автор сценария совместно с режиссёром Клер Дени[1][2][3]
- «Невозможная любовь» (2018), режиссёр Катрин Корсини

## Награды и признание
Офицер Ордена искусств и литературы. В 2008 году стала героиней романа Фредерика Андро «Несколько дней с Кристин А.». Ей посвящена немалая критическая литература.